# Roosendaal
Roosendaal ( udtale ?) er en by i provinsen Nord-Brabant i det sydvestlige Nederlandene.
Byen har 77.540 indbyggere (2011).
- Ss.-Fabian-und-Sebastian-Church, Osterwick
- Palace Varlar